# Tess kontra chłopaki
Tess kontra chłopaki (ang. Life with Boys) – kanadyjski serial komediowy, który rozpoczął nadawanie w Kanadzie na YTV we wrześniu 2011 roku.

## Fabuła
Theresa ”Tess” Foster (Torri Webster) po śmierci swojej matki, została jedyną dziewczyną w domu. Próbuje się nauczyć mieszkać z trzema braćmi i ojcem. Do tego jeszcze, ma niekobiece marzenie, żeby dostać się do szkolnej drużyny zapaśniczej, której jej ojciec jest trenerem. W końcu jej się to udaje, przez co staje się obiektem ubliżeń swoich koleżanek ze szkoły, jednak jest wspierana przez swoją dziewczęcą przyjaciółkę - Allie Brooks (Madison Pettis).

## Postacie
- Theresa ”Tess” Samantha Josepha Foster (Torri Webster) – tytułowa bohaterka. Starsza siostra bliźniaczka Sama, młodsza siostra Gabe’a, starsza siostra Spencera i jedyna córka Jacka. Jej najlepszą przyjaciółką jest Allie.
- Allie Brooks (Madison Pettis) – Najlepsza przyjaciółka Tess i obiekt nieodwzajemnionych uczuć Sama.
- Gabe Foster (Nathan McLeod) – starszy brat Tess, Sama i Spencera oraz najstarszy syn Jacka.
- Samuel ”Sam” Joseph Terence Foster (Michael Murphy) – Młodszy brat bliźniak Tess, młodszy brat Gabe’a, starszy brat Spencera i środkowy syn Jacka. Darzy Allie nieodwzajemnionym uczuciem.
- Spencer Foster (Jake Goodman) – młodszy brat Tess, Gabe’a i Sama oraz najmłodszy syn Jacka.
- Jack David Foster (Sandy Jobin-Bevans) – ojciec Tess, Gabe’a, Sama i Spencera.

## Wersja polska
Wersja polska: na zlecenie Nickelodeon Polska – Master Film

Reżyseria: Waldemar Modestowicz

Dialogi: Kamila Klimas-Przybysz

Dźwięk: Elżbieta Mikuś

Montaż: Jan Graboś

Kierownictwo produkcji: Katarzyna Fijałkowska

Nadzór merytoryczny:
- Aleksandra Dobrowolska (odc. 1-22),
- Katarzyna Dryńska (odc. 1-40)

Wystąpili:
- Justyna Bojczuk – Tess (odc. 1-22)
- Julia Chatys – Tess (odc. 23-40)
- Aleksandra Kowalicka – Allie
- Paweł Ciołkosz – Gabe
- Beniamin Lewandowski – Sam
- Kacper Cybiński – Spencer
- Krzysztof Banaszyk –
  - Jack,
  - Jerry (odc. 22)

oraz:
- Izabella Bukowska-Chądzyńska – Heather (odc. 1, 23, 39)
- Mateusz Narloch –
  - Travis (odc. 1, 20, 27),
  - Adam (odc. 7),
  - Jeff (odc. 17)
- Ewa Konstancja Bułhak – Sylvia
- Paweł Szczesny – Sherman / Shermina (odc. 3)
- Katarzyna Tatarak – Cynthia (odc. 3)
- Jan Rotowski – Albert „Smrodek” (odc. 4)
- Agata Gawrońska-Bauman –
  - szkolna kucharka (odc. 4),
  - mama Tess (odc. 19)
- Joanna Jędryka – Babcia Helen (odc. 6, 12)
- Karol Wróblewski –
  - fotograf (odc. 6),
  - lekarz (odc. 30)
- Wojciech Rotowski – Tyler (odc. 8)
- Grzegorz Kwiecień – Bobby Parelli (odc. 9-11, 15)
- Jakub Szydłowski –
  - sędzia (odc. 9),
  - tata Allie (odc. 16)
- Andrzej Blumenfeld – Luther (odc. 9, 21)
- Przemysław Wyszyński –
  - Nicky (odc. 28),
  - Andy (odc. 10, 34)
- Marta Kurzak – Emma (odc. 10)
- Julia Kołakowska –
  - Emily Osment (odc. 11),
  - Victoria Duffield (odc. 30),
  - głos spikerki (odc. 39)
- Krzysztof Szczerbiński – Jean-Luc (odc. 15)
- Elżbieta Jędrzejewska – Melanie (odc. 15)
- Kajetan Lewandowski –
  - Connor McGill (odc. 17),
  - DJ (odc. 24)
- Anna Sroka – mama Kaylee (odc. 20)
- Włodzimierz Press – nauczyciel historii (odc. 21)
- Mieczysław Morański –
  - dziennikarz radiowy (odc. 23),
  - trener Schneider (odc. 32, 34)
- Anna Wodzyńska – Chelsea (odc. 24)
- Miłogost Reczek –
  - Scotty (odc. 25),
  - dziadek Foster (odc. 32)
- Jan Kulczycki – Mikołaj (odc. 26)
- Stefan Knothe – wicedyrektor Vitolo (odc. 27)
- Karol Osentowski –
  - Hunter (odc. 28),
  - Blake (odc. 33)
- Katarzyna Kozak – wiedźma (odc. 28)
- Zbigniew Kozłowski – Adam (odc. 29)
- Natalia Jankiewicz – Samanta (odc. 33)
- Karol Jankiewicz – Adam (odc. 37)
- Maciej Falana – Jimmy (odc. 38)
- Agnieszka Mrozińska
- Waldemar Barwiński
- Olga Omeljaniec
- Jolanta Wołłejko
- Bożena Furczyk
- Wojciech Chorąży

i inni
Lektor: Paweł Bukrewicz

## Lista odcinków
| Seria | Seria | Odcinki | Oryginalna emisja    | Oryginalna emisja   | Oryginalna emisja | Oryginalna emisja |
| Seria | Seria | Odcinki | Premiera serii       | Finał serii         | Premiera serii    | Finał serii       |
| ----- | ----- | ------- | -------------------- | ------------------- | ----------------- | ----------------- |
|       | 1     | 22      | 9 września 2011      | 9 października 2012 | 23 kwietnia 2012  | 28 czerwca 2012   |
|       | 2     | 18      | 23 października 2012 | 27 sierpnia 2013    | 18 listopada 2013 | 11 grudnia 2013   |

## Międzynarodowa transmisja
| Państwo           | Kanał                                  | Premiera          |
| ----------------- | -------------------------------------- | ----------------- |
| Wielka Brytania   | Nickelodeon Wielka Brytania i Irlandia | 21 listopada 2011 |
| Irlandia          | Nickelodeon Wielka Brytania i Irlandia | 21 listopada 2011 |
| Francja           | Canal J                                | 12 listopada 2011 |
| Holandia          | Nickelodeon Holandia                   | 13 lutego 2012    |
| Niemcy            | Nickelodeon Niemcy                     | 20 lutego 2012    |
| Szwecja           | Nickelodeon Szwecja                    | 20 lutego 2012    |
| Dania             | Nickelodeon Dania                      | 20 lutego 2012    |
| Filipiny          | Nickelodeon Filipiny                   | 15 marca 2012     |
| Grecja            | Nickelodeon Grecja                     | 12 kwietnia 2012  |
| Polska            | Nickelodeon Polska, Nickelodeon HD     | 23 kwietnia 2012  |
| Rosja             | Nickelodeon CIS                        | 23 kwietnia 2012  |
| Stany Zjednoczone | Nickelodeon                            | 28 grudnia 2012   |
| Brazylia          | Nickelodeon Brazylia                   | 7 czerwca 2012    |
| Turcja            | Nickelodeon Turcja                     | 23 kwietnia 2012  |
| Australia         | ABC3                                   | marzec 2012       |
| Nowa Zelandia     | Nickelodeon Nowa Zelandia              | 6 listopada 2012  |